# Bust de Nefertiti

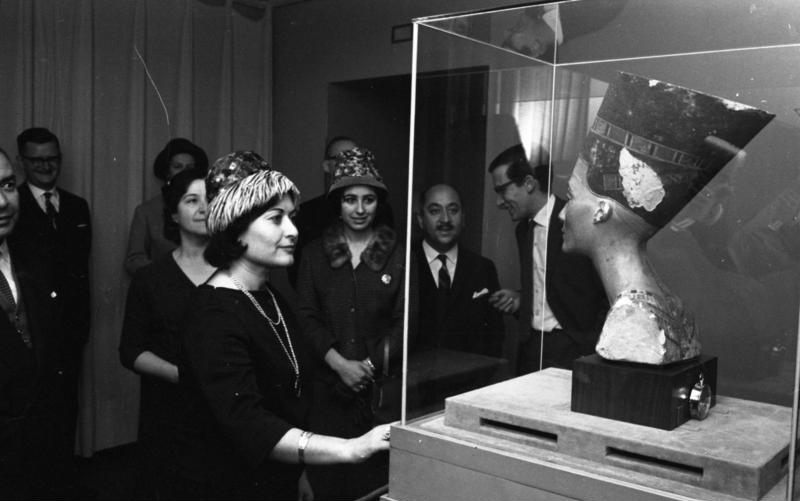
Fotografia del Bust de Nefertiti realitzada l'any 1963.

El Bust de Nefertiti és un bust de pedra calcària, pintat, que representa Nefertiti, la Gran Esposa Reial del faraó egipci Akhenaton. És una de les obres més copiades de l'antic Egipte i a causa d'aquesta obra, Nefertiti s'ha convertit en una de les dones més famoses del món antic, i una icona de la bellesa femenina. Es creu que el treball es va elaborar l'any 1345 abans de Crist per l'escultor Thutmosis.
Un equip d'arqueòlegs alemanys dirigits per Ludwig Borchardt va descobrir el bust de Nefertiti l'any 1912 al taller de Thutmosis a Al-Amārna, Egipte. S'ha mantingut en diversos llocs a Alemanya des del seu descobriment, com ara a una mina de sal a Merkers-Kieselbach, el Museu de Dahlem (llavors a Berlín Oest), el Museu Egipci del Charlottenburg i a l'Altes Museum. Actualment es troba en exhibició en el recentment restaurat i reobert Neues Museum a Berlín, on es mostrava abans de la Segona Guerra Mundial.
El bust de Nefertiti s'ha convertit en un símbol cultural de Berlín, Alemanya, així com de l'antic Egipte. També ha estat objecte d'una intensa discussió entre Egipte i Alemanya sobre les demandes egípcies per a la seva repatriació. També hi ha hagut controvèrsies sobre l'exposició artística cos de Nerfertiti i també per les acusacions sobre la seva autenticitat.

## Història

### Antecedents

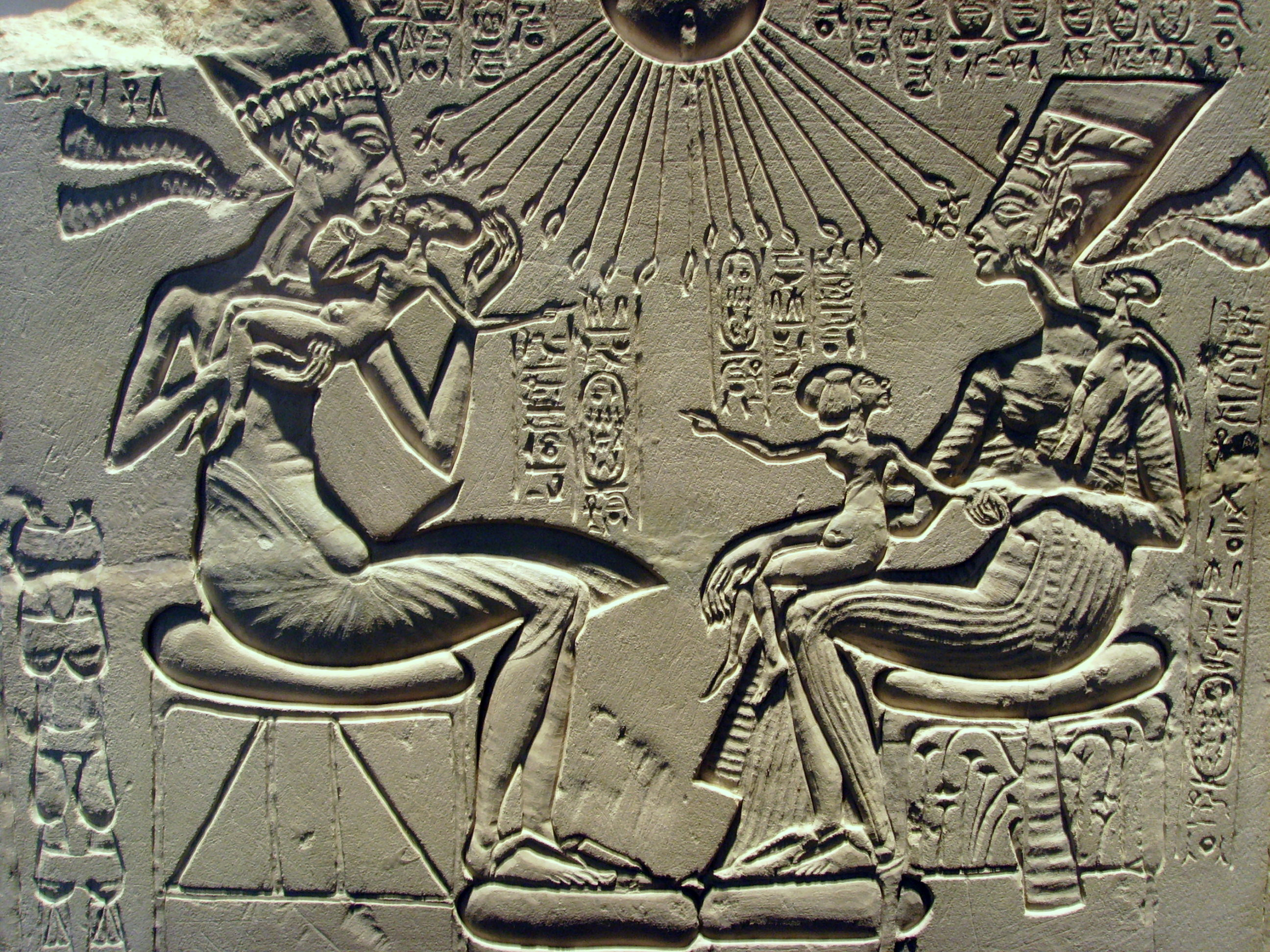
Un "altar domèstic" (circa 1350 aC) que representa Akhenaton, Nefertiti i tres de les filles. Noteu que Nefertiti porta una corona semblant a la descrita en el bust.

Nefertiti (literalment «la bellesa ha arribat»), que va viure al segle xiv aC, fou la Gran Esposa Reial (consort principal) del faraó egipci Akhenaton de la dinastia XVIII d'Egipte. Akhenaton va iniciar una nova forma de culte monoteista anomenada atenisme dedicat al disc Sol Aten. Poc se sap sobre Nefertiti. Hi ha teories que suggereixen que podria haver estat una egípcia reial per naixement, una princesa forana o la filla d'un alt càrrec del govern anomenat Ay, que va esdevenir faraó després de Tutankhamon. Pot haver estat corregent d'Egipte amb Akhenaton, que va governar del 1352 aC al 1336 aC. Nefertiti va donar a llum sis filles a Akhenaton, una de les quals, Ankhesenpaaten (reanomenada Ankhesenamon després de la supressió del culte a Aten), es casà amb Tutankhamon, fillastre de Nefertiti. Nefertiti desapareix de la història en el dotzè any del regnat d'Akhenaton, per bé que no se sap si això va ser perquè va morir o bé perquè va prendre un nou nom. Pot haver-se convertit posteriorment en faraona pel seu prop dret, i hauria governat en solitari durant un curt període després de la mort del seu espòs.
Es creu que el bust de Nefertiti va ser esculpit pels volts del 1345 aC per l'escultor Thutmosis. El bust no té cap mena d'inscripcions, però es pot identificar sense cap mena de dubte amb Nefertiti per la seva característica corona, que duu en altres (i clarament identificades) representacions que han arribat fins als nostres dies (vegeu per exemple l'altar domèstic, a la dreta).

### Descobriment

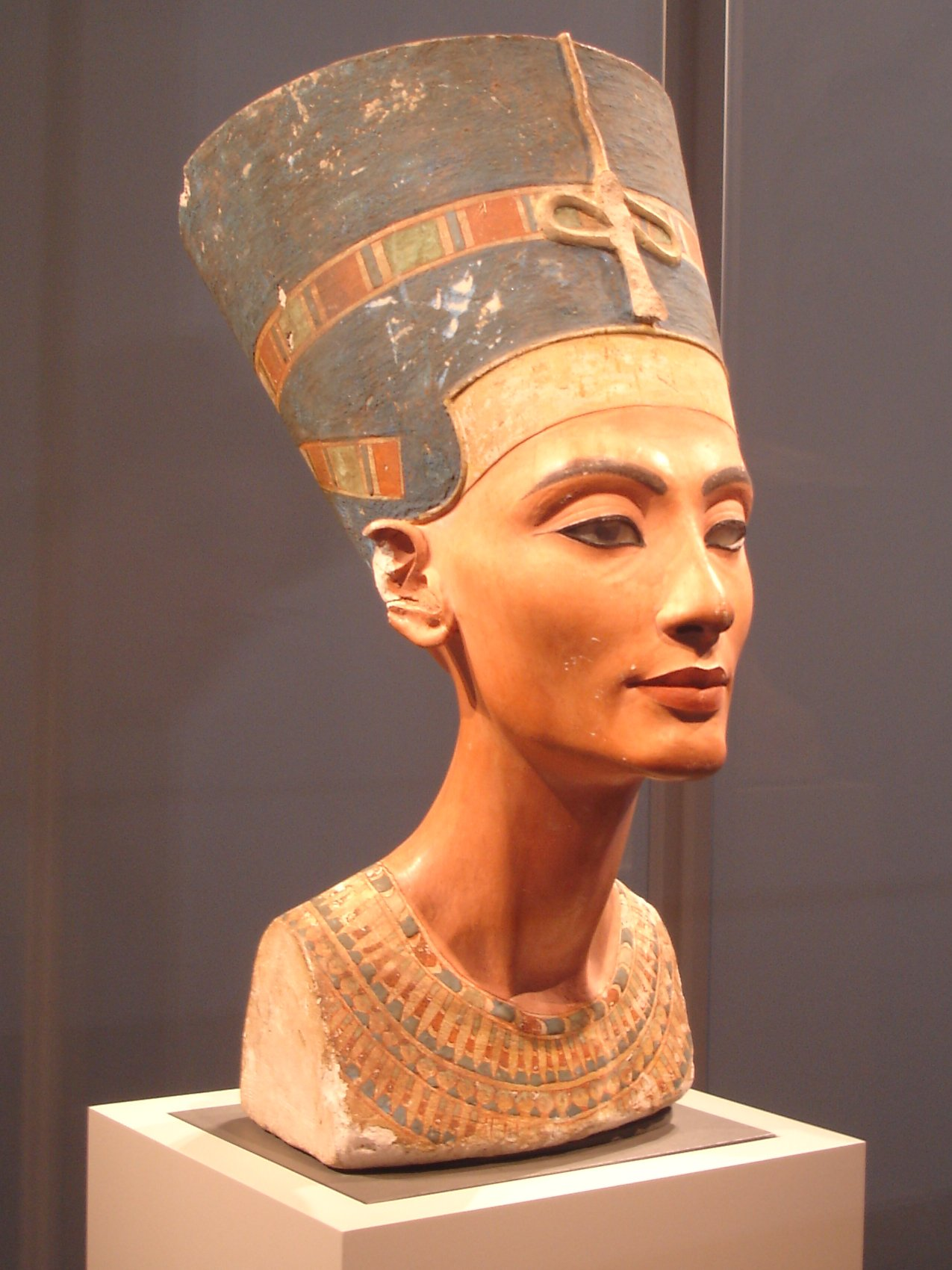
Bust de Nefertiti

El bust de Nefertiti va ser trobat el 6 de desembre del 1912 a Al-Amārna per la Deutsche Orient-Gesellschaft (Societat Oriental Alemanya), dirigida per l'arqueòleg alemany Ludwig Borchardt. Es va trobar en el que havia estat el taller de l'escultor Thutmosis, junt amb d'altes busts inacabats de Nefertiti. El diari de Borchardt és la font escrita principal sobre aquesta troballa; allà, ell hi remarca: «De cop i volta, teníem a les nostres mans l'obra d'art egípcia més viva. No pots descriure-la amb paraules. L'has de veure.»
Un document del 1924 trobat als arxius de la Companyia Alemanya Orienal recorda la reunió entre Ludwig Borchardt i un alt funcionari egipci per discutir la divisió de les troballes arqueològiques del 1912 entre Alemanya i Egipte. Segons el secretari de la Deutsche Orient-Gesellschaft (que fou l'autor del document i que estigué present en la reunió), Borchardt «volia conservar el bust per a nosaltres». Borchardt és sospitós d'haver ocultat el valor real del bust, tot i que ell negà haver-ho fet.
Mentre Philipp Vandenberg descriu el fet com a «un cop de sort, més enllà de qualsevol comparació», la revista Time el situa entre els «10 principals artefactes robats». Borchardt va mostrar al funcionari egipci una fotografia del bust «que no mostrava Nefertiti en la seva millor llum». El bust fou embolicat en una caixa quan l'inspector en cap d'antiguitats d'Egipte Gustave Lefebvre va arribar per inspeccionar. El document revela que Borchardt va dir que el bust estava fet de guix per induir a error l'inspector. La Companyia Alemanya d'Orient culpa de negligència l'inspector i assenyala que el bust es trobava a la part superior de la llista d'intercanvi i diu que l'acord fou equitatiu.

## Descripció i exàmens
El bust de Nefertiti mesura 47 cm d'alt i pesa uns 20 kg. Està fet d'un nucli de pedra calcària cobert amb capes d'estuc pintades. La cara és completament simètrica i està gairebé intacta, però a l'ull esquerre li falta la incrustació present a la dreta. La pupil·la de l'ull dret és de quars inserit amb pintura negra a i està fixat amb cera d'abelles. El fons de la conca de l'ull hi té ornaments de pedra calcària. Nefertiti porta la seva corona blava característica coneguda com a «corona coberta de Nefertiti» amb una diadema d'or, que està enrotllada al voltant amb cintes horitzontals i unida a la part posterior, i un ureu (cobra) al front que actualment està trencat. També porta un collaret ampli amb un estampat de flors sobre aquest. Les orelles també han patit algun dany. Gardner's Art Through the Ages suggereix que «Amb aquest elegant bust, Thutmosis podria haver estat al·ludint a una flor pesant en la seva prima i elegant tija, amb l'exageració del pes del cap coronat i la longitud del coll gairebé serpentí.»
| Perfil dret i frontal |  | Perfil dret i frontal |
| Perfil dret i frontal |  |                       |

| Perfil esquerre i darrere |  | Perfil esquerre i darrere |
| Perfil esquerre i darrere |  |                           |

Segons David Silverman, el bust de Nefertiti reflecteix l'estil de l'art egipci, que es desvia de les «excentricitats» de l'estil de l'art d'Amarna, que es va desenvolupar en el regnat d'Akhenaton. Es desconeix la funció exacta del bust, tot i que s'ha teoritzat que el bust podria ser un esbós de l'escultor que seria usat com a base d'altres retrats oficials, conservats al taller de l'artista. Els retrats normals que ens han arribat normalment estan fets, totalment, de pedra, per bé que originalment estaven pintats amb una capa d'escaiola fina, però no pas fetes amb una gran capa d'estuc d'escaiola com és el cas d'aquesta peça.

### Colors
Ludwig Borchardt va encarregar una anàlisi química dels pigments de color del cap. El resultat de l'examen va ser publicat en el llibre retrat de la reina Nefertiti el 1923:
- Blau: Pols de frita, acolorida amb òxid de coure
- Color de la pell (vermell clar): fina pols d'espat de calç acolorida amb guix vermell (òxid de ferro)
- Groc: orpiment (sulfur d'arsènic)
- Verd: pols de frita, acolorida amb coure i òxid de ferro
- Negre: carbó amb cera com un mitjà d'unió
- Blanc: creta (carbonat de calci)

### Manca de l'ull esquerre
Quan es va descobrir el bust per primer cop, no hi havia inserida la peça de quars que representa l'iris del globus ocular esquerre, com en l'altre ull, i no se'n va trobar cap tot i la intensa cerca i la recompensa de 5 lliures esterlines que es va oferir. Borchardt suposà que l'iris de quars de l'ull esquerre havia caigut quan el taller de l'escultor Thutmosis es va convertir en ruïnes. L'ull que falta va portar a especulacions sobre si Nefertiti podria haver patit d'una infecció oftàlmica, i en realitat va perdre el seu ull esquerre, tot i que la presència d'un iris en altres estàtues contradiu aquesta possibilitat.
Dietrich Wildung proposà que el bust de Berlín era un model per a retrats oficials que fou usat per l'escultor mestre per ensenyar als seus alumnes com tallar l'estructura interna de l'ull, i per això l'iris esquerre no fou afegit. Gardner's Art Through the Ages and Silverman presenten una visió similar, segons la qual el bust es va deixar inacabat deliberadament. Hawass suggerí que Thutmosis havia creat l'ull esquerre, però que posteriorment fou destruït.

### Tomografia computada
Tomografia computadaEl bust fou escanejat per primer cop el 1992, i va produir seccions transversals del bust cada 5 mm. El 2006, Dietrich Wildung, director del Museu Egipci de Berlín, mentre provava una il·luminació diferent de l'Altes Museum —on s'exposava el bust en aquella època— observà arrugues al coll de Nefertiti i bosses sota els seus ulls, la qual cosa suggeriria que l'escultor havia tractat de descriure signes d'envelliment. Un escanejat confirmà les troballes de Wildung; Thutmosis havia afegit guix sota les galtes i ulls en un intent de perfeccionar la seva escultura, va afirmar Wildung.
L'escanejat del 2006, dirigit per Alexander Huppertz, director de l'Institut de Ciència de la Imatge a Berlín, revelà que la cara arrugada de Nefertiti s'esculpí al nucli intern del bust. Els resultats es van publicar l'abril del 2009 a la revista Radiology. L'escàner va revelar que Thutmosis havia col·locat capes de gruix variable en la part superior del nucli de pedra calcària. La part de dins té arrugues al voltant de la boca i les galtes i una inflamació al nas. Els plecs i la protuberància del nas s'anivellen per la capa d'estuc més externa. Segons Huppertz, això pot reflectir «ideals estètics de l'època». L'exploració de 2006 proporciona més detall que la de 1992 revela detalls subtils només 1-2 mm sota l'estuc.

## Història posterior
El bust de Nefertiti s'ha convertit en «una de les imatges més admirades i més copiades de l'antic Egipte», i la peça estrella feta servir per promocionar els museus de Berlín. És vista com una «icona de la bellesa internacional». «Mostra una dona amb un coll llarg, celles elegantment arquejades, pòmuls alts, nas prim i un enigmàtic somriure dibuixat amb uns llavis de color vermell, el bust de Nefertiti com un dels rostres més bells de l'antiguitat.» Es descriu com el més famós bust de l'art de l'antiguitat, comparable només a la màscara de Tutankamon.
Nefertiti ha esdevingut una icona de la cultura de Berlín. Uns 500.000 visitants veuen Nefertiti cada any. El bust es descriu com «l'obra més coneguda de l'art d'Egipte antic, possiblement de tota l'antiguitat.» La seva cara està en les postals de Berlín i segells de correus alemanys de 1989.

### Ubicacions a Alemanya

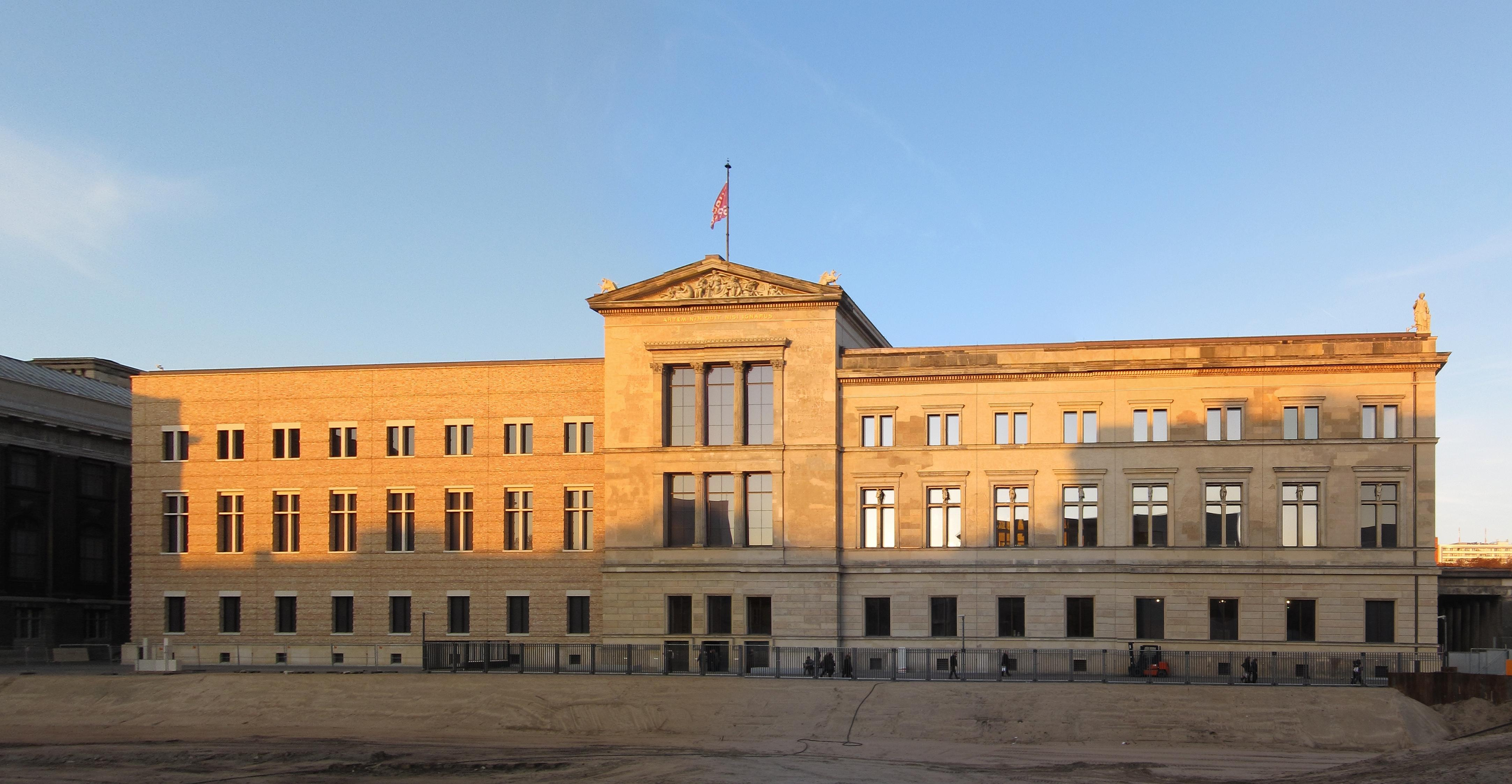
Neues Museum, Berlín és l'actual ubicació del bust de Nefertiti

El bust de Nefertiti ha estat a Alemanya des de 1913, quan va ser enviat a Berlín i presentat a James Simon, un comerciant a l'engròs i patrocinador de l'excavació Amarna. Fou exhibit a la residència de Simon fins al 1913, quan Simon va prestar el bust i altres artefactes de l'excavació d'Amarna al Museu de Berlín. Tot i que la resta de la col·lecció d'Amarna es mostrà el 1913-1914, Nefertiti es va mantenir en secret a petició de Borchardt. El 1918, el Museu va discutir l'exposició pública del bust, però de nou el mantingué en secret a petició de Borchardt. Va ser donat de forma permanent al Museu de Berlín el 1920. Finalment, el 1923, el bust va ser presentat per primera vegada al públic en un escrit de Borchardt i més tard el 1924, mostrat al públic com a part del Museu Egipci de Berlín. El bust va ser una sensació, i es va convertir ràpidament en una icona de fama mundial de la bellesa femenina, i un dels artefactes més universalment reconeguts de l'Antic Egipte que ha arribat fins als nostres dies. El bus de Nefertiti fou exhibit al Neues Museum de Berlín, a l'Illa dels Museus fins que el museu es va tancar el 1939; amb l'inici de la Segona Guerra Mundial, els museus de Berlín es van buidar i els artefactes es van desplaçar a refugis segurs per a la seva custòdia. Nefertiti s'emmagatzemà inicialment al soterrani del Banc Governamental de Prússia i després, la tardor de 1941, es va traslladar a la torre d'un búnquer Flak a Berlín. El Neues Museum va patir bombardejos el 1943 per part de la Royal Air Force. El 6 de març de 1945, el bust va ser traslladat a una mina de sal alemanya de Merkers-Kieselbach a Turíngia.
El març de 1945, el bust va ser trobat per l'Exèrcit nord-americà i lliurat a la seva branca de Monuments, Belles Arts i Arxius. Fou traslladat al Reichsbank a Frankfurt i després, a l'agost, enviat al U.S. Central Collecting Point a Wiesbaden on fou mostrat al públic el 1946. El 1956, el bust fou retornat a Berlín Oest. Allà fou exhibit al Dahlem Museum. Ja des del 1946, la República Democràtica Alemanya insistí en el retorn de Nefertiti a l'Illa dels Museus a Berlín Est, on el bust s'havia mostrat abans de la guerra. El 1967, es va traslladar Nefertiti al Museu Egipci de Charlottenburg i va romandre allí fins al 2005, quan es va traslladar a l'Altes Museum. El bust va tornar al Neues Museum com a la seva peça central quan el museu va tornar a obrir l'octubre del 2009.

## Controvèrsies

### Sol·licituds de repatriació a Egipte
Des de la presentació oficial del bust a Berlín el 1924, les autoritats egípcies han estat demanant el seu retorn a Egipte. El 1925, Egipte amenaçà de prohibir les excavacions alemanyes a Egipte, llevat que Nefertiti fos retornada. El 1929, Egipte oferí intercanviar altres artefactes per Nefertiti, però Alemanya declinà l'oferiment. En els anys cinquanta, Egipte intentà altre cop d'endegar negociacions, però no hi va haver resposta per part d'Alemanya. Tot i que Alemanya prèviament s'havia oposat amb fermesa a la repatriació, el Hermann Göring considerà el retorn del bust al rei Faruk I d'Egipte com a gest polític. Hitler s'oposà a la idea, i digué al govern egipci que construiria un nou museu egipci per a Nefertiti: «Al bell mig, aquesta meravella, Nefertiti, hi serà entronitzada, […] mai no renunciaré al cap de la Reina.» Mentre el bust estigué sota control estatunidenc, Egipte demanà als Estats Units d'Amèrica que els la donessin; els Estats Units s'hi negaren i van aconsellar Egipte que tractés de l'assumpte amb les noves autoritats alemanyes. In 1989, el president egipci Hosni Mubarak veié el bust de Nefertiti i va anunciar que era «el millor ambaixador d'Egipte» a Berlín.
Zahi Hawass, antic Secretari General del Consell Suprem d'Antiguitats egipci, creu que Nefertiti pertany a Egipte i que el bust fou tret il·legalment d'Egipte i, per tant, hauria de ser retornat. El Dr. Hawass ha mantingut la postura que les autoritats egípcies van ser enganyats per l'adquisició de Nefertiti el 1913. Ha exigit que Alemanya demostri que es va exportar legalment. Segons Kurt G. Siehr, un altre argument en suport de la repatriació és que «les troballes arqueològiques tenen la seva "llar" al país d'origen i haurien de ser conservades en aquell país.» La qüestió de la repatriació Nefertiti va sorgir de nou el 2003 sobre l'escultura Cos de Nefertiti. El 2005, Hawass demanà a la Unesco que intervingués per retornar el bust.
El 2007, Hawass va amenaçar de prohibir exposicions d'art egipci a Alemanya si Nefertiti no era prestada a Egipte, però va ser en va. Hawass també va demanar un boicot mundial dels préstecs a museus alemanys per iniciar el que ell anomena una «guerra científica». Hawass volia que Alemanya almenys prestés el bust a Egipte el 2012 per a la inauguració del Gran Museu Egipci prop de les Piràmides de Guiza. Alhora, una campanya anomenada «Nefertiti viatja» va ser llançada per l'associació cultural CulturCooperation, amb seu a Hamburg, Alemanya. Van distribuir targetes postals que representen el bust de Nefertiti amb les paraules «Retorneu al Remitent» i van escriure una carta oberta al Ministre de Cultura alemany, Bernd Neumann, on es recolzava la idea que Egipte havia de rebre el bust en préstec. El 2009, quan Nefertiti va tornar al Neues Museum - la seva antiga casa, l'adequació de Berlín com la ubicació del bust va ser qüestionada.
Diversos experts en art alemanys han intentat refutar totes les afirmacions fetes per Hawass, i han apuntat al document de 1924 que discuteix el pacte entre Borchardt i les autoritats egípcies, però, com es va explicar anteriorment, Borchardt ha estat acusat d'haver fet un engany en el tracte. Les autoritats alemanyes també han sostingut el bust és massa fràgil per al transport i que els arguments legals per a la repatriació eren insubstancials. Segons The Times, Alemanya podria estar preocupada pel fet que els préstecs del bust a Egipte signifiqués la seva sortida definitiva d'Alemanya.
El desembre de 2009 Friederike Seyfried, la directora del Museu Egipci de Berlín i la Col·lecció de papirs, presentà als egipcis documents en poder del museu sobre el descobriment del bust que inclouen un protocol signat per l'excavador alemany del bust i el Servei d'Antiguitats d'Egipte. En els documents, l'objecte va ser catalogat com un bust de guix pintat d'una princesa. Però en el diari de Ludwig Borchardt es va referir clarament a ell com a cap de Nefertiti. «Això prova que Borchardt va escriure aquesta descripció perquè el seu país pogués obtenir l'estàtua», va afirmar Hawass, «aquests materials confirmen l'afirmació d'Egipte que (ell) va actuar sense ètica amb la intenció d'enganyar.» No obstant això, Hawass va dir que Egipte no considerava el bust de Nefertiti com una antiguitat saquejada. Tot i això, és una d'un grapat d'antiguitats egípcies veritablement singulars que segueixen en mans estrangeres. «Realment vull que torni», va dir.

### Denúncies sobre la seva autenticitat
El llibre, Le Buste de Nefertiti: une Imposture de l'Egyptologie? (El Bust de Nefertiti: un frau en Egiptologia?) escrit per l'historiador de l'art suís Henri Stierlin i el llibre Missing Link in Archaeology (Enllaç perdut en Arqueologia), de l'autor i historiador berlinès Edrogan Ercivan afirmen que el bust de Nefertiti era una falsificació moderna. Stierlin assegura que Borchardt podria haver creat el bust per provar antics pigments i que quan el bust fou admirat pel príncep prussià, Joan Jordi, Borchardt el volgué fer passar per genuí per evitar ofendre al príncep. Stierlin assenyala que la manca de l'ull esquerre del bust hauria estat una falta de respecte a l'antic Egipte, que no apareixen registres científics del bust fins a 11 anys després del seu suposat descobriment, i mentre que els pigments de la pintura són antics, el nucli de pedra calcària interior mai s'ha datat. Ercivan suggereix que la muller de Borchardt fou el model per al bust, i ambdós autors argumenten que no fou mostrat al públic fins al 1924 perquè era una falsificació. Una altra teoria suggereix que l'actual bust de Nefertiti va ser elaborat el 1930 per ordre de Hitler i l'original es va perdre en la Segona Guerra Mundial.
Dietrich Wildung va desestimar les al·legacions com un truc publicitari, ja que les proves radiològiques, la tomografia computeritzada detallada i anàlisi de materials han demostrat la seva autenticitat. Els pigments utilitzats al bust s'adapten als utilitzats pels antics artesans egipcis. L'escàner del 2006 que descobrí la «cara oculta» de Nefertiti va demostrar sens dubte —segons Science News— que el bust era autèntic.
Les autoritats egípcies també va desestimar la teoria de Stierlin. El Dr. Zahi Hawass va dir que «Stierlin no és un historiador. És un delirant.» Tot i que Stierlin havia argumentat que «els egipcis tallaven espatlles horitzontals» i Nefertiti tenien espatlles verticals, Hawass va dir que el nou estil vist en el bust de Nefertiti forma part dels canvis introduïts per Akhenaton, marit de Nefertiti. Hawass també va afirmar que l'escultor Thutmosis havia creat l'ull, però més tard va ser destruït.

### Elcos de Nefertiti
El 2003, el Museu Egipci de Berlín va permetre al duo artístic hongarès Little Warsaw, Andras Galik i Balint Havas, que col·loquessin el bust sobre una dona de bronze gairebé nua per a una instal·lació de vídeo que s'havia de mostrar al festival d'art modern de la Biennal de Venècia. El projecte, anomenat el Cos de Nefertiti era un intent —segons els artistes— de retre homenatge al bust. Segons Wildung, mostrava «la pertinència de l'antiguitat en l'art d'avui.» No obstant això, els funcionaris culturals egípcies es van ofendre i van proclamar que era una vergonya per a «un dels grans símbols de la història del seu país». Com a conseqüència, també es va prohibir Wildung i la seva esposa que exploressin posteriorment a Egipte. El ministre egipci de Cultura, Farouk Hosny, va declarar que Nefertiti no es trobava «en bones mans», i per bé que Egipte no havia renovat les seves reclamacions de restitució, «a causa de les bones relacions amb Alemanya», aquest «comportament recent» era inacceptable.

## Significat cultural
En 1930, la premsa alemanya va descriure el bust de Nefertiti com el seu nou monarca, personificat com una reina. Com la «més preciosa […] pedra en l'ajust de la diadema dels tresors artístics de la "Prússia alemanya"», Nefertiti restabliria la imperial identitat nacional alemanya després de 1918. Hitler va descriure el bust com «una obra mestra única, un adorn, un veritable tresor», i es va comprometre a construir un museu per albergar-la. Per la dècada de 1970, el bust s'havia convertit en una qüestió de la identitat nacional a ambdós estats alemanys —Alemanya Oriental i Alemanya Occidental— que van ser creats després de la Segona Guerra Mundial. El 1999, Nefertiti va aparèixer en un cartell electoral del partit polític ecologista Bündis 90/Die Grünen com una promesa per a l'ambient cosmopolita i multicultural, amb el lema «Dones Fortes per Berlín!» Segons Claudia Breger, una altra raó per la qual el bust de Nefertiti es va associar amb la identitat nacional alemanya era el seu lloc com un rival per al Tutankhamon trobat pels britànics, que després van governar Egipte.
El bust va esdevenir una influència en la cultura popular amb el treball de maquillatge de Jack Pierce a l'icònic estil de pentinat d'Elsa Lanchester en el film La núvia de Frankenstein que es va inspirar en ell. En el film italià Nefertiti, la reina del Nil (1961) Nefertiti està enamorada del jove escultor Thutmosis, interpretat per Edmund Purdom, que és amic del príncep Amenofis (Akhenaton). Thutmosis perd Nefeterti en favor d'Akhenaton, però conserva el seu amor per ella en la famosa escultura.